# Elçin Əliyev
Elçin Əliyev (international auch Elchin Aliyev; * 26. April 1990) ist ein aserbaidschanischer Ringer. Er wurde 2010 und 2012 Europameister im griechisch-römischen Stil im Bantamgewicht.

## Werdegang
Elçin Əliyev begann als Jugendlicher im Jahre 2001 mit dem Ringen. Er gehört dem Sportclub Inter Pik Baku an und wird seit Beginn seiner Laufbahn von Abulfat Mamadow trainiert. Er bevorzugt den griechisch-römischen Stil. Der 1,60 Meter große Athlet ist z. Zt. hauptsächlich Ringer, ist aber auch an einer Universität als Sportstudent eingeschrieben.
Seine internationale Karriere begann im Jahre 2007 bei der Junioren-Europameisterschaft in Belgrad, wo er in der Gewichtsklasse bis 50 kg Körpergewicht den Titel gewann. Bei der Junioren-Weltmeisterschaft 2008 in Istanbul startete er im Bantamgewicht und kam dort zu Siegen über Gabor Molnar, Ungarn und Kemal Charabadse aus Georgien. In seinem nächsten Kampf verlor er gegen Harun Bozoglu aus der Türkei. Da dieser das Finale nicht erreichte, schied Elçin Əliyev aus und kam nur auf den 8. Platz.
Bei den Senioren hat es Elçin Əliyev im eigenen Land mit sehr starken Konkurrenten zu tun. Es sei dabei vor allem der Weltmeister von 2011 Rövşən Bayramov genannt. Trotzdem kam er auch bei internationalen Meisterschaften zum Einsatz und gewann sogar Titel. So bei der Europameisterschaft 2010 in Baku. Er besiegte dort Wugar Ragimow aus der Ukraine, Anders Rønningen aus Norwegen, Alexandar Kostadinow aus Bulgarien und Nasir Mankijew aus Russland und wurde damit Europameister. Bei der Weltmeisterschaft 2010 in Moskau siegte er zunächst wieder über Vugar Ragimow, verlor aber dann gegen Choi Gyu-jin aus Südkorea. In der Trostrunde besiegte er Elgin Elwais aus Palau, verlor dann aber gegen Peter Modos aus Ungarn und kam damit nur auf den 9. Platz.
Im Jahre 2011 wurde er bei keinen internationalen Meisterschaften eingesetzt. Er war aber wieder bei der Europameisterschaft in Belgrad im Bantamgewicht am Start und holte sich mit einem Sieg im Finale über Peter Modos zum zweiten Mal den Europameistertitel. Ob er bei den Olympischen Spielen 2012 in London zum Einsatz kommt wird sich bei den aserbaidschanischen Ausscheidungen ergeben.

## Internationale Erfolge
| Jahr | Platz | Wettbewerb                        | Gewichtsklasse | Ergebnisse |
| 2007 | 1.    | Junioren-EM in Belgrad            | bis 50 kg      | vor Denis Sadachin, Ukraine und Alexei Solomennikow, Russland                                                                                                 |
| 2008 | 8.    | Junioren-WM in Istanbul           | Bantam         | nach Siegen über Gabor Molnar, Ungarn und Kemal Charabadse, Georgien und einer Niederlage gegen Harun Bozoglu, Türkei                                         |
| 2009 | 1.    | Christo Lutte in Créteil          | Bantam         | vor Jonathan Thiam und Tarik Bouguerria, beide Frankreich |
| 2009 | 7.    | Welt-Cup in Clermont-Ferrand      | Bantam         | Sieger: Bekchan Mankijew, Russland vor Li Shujin, China |
| 2009 | 7.    | Golden-Grand-Prix in Baku         | Bantam         | Sieger: Kohei Hasegawa, Japan vor Mohsen Hajipour, Iran |
| 2010 | 1.    | „Vehbe-Emre“-Memorial in Istanbul | Bantam         | vor Vugar Ragimow, Ukraine, Qadir Suleimanow, Aserbaidschan und Kirat Kursat, Türkei                                                                          |
| 2010 | 1.    | EM in Baku                        | Bantam         | nach Siegen über Vugar Ragimow, Anders Rønningen, Norwegen, Alexandar Kostadinow, Bulgarien und Nasir Mankijew, Russland                                      |
| 2010 | 9.    | Golden-Grand-Prix in Baku         | Bantam         | Sieger: Peter Modos, Ungarn vor Kohei Hasegawa |
| 2010 | 9.    | WM in Moskau                      | Bantam         | nach einem Sieg über Wugar Ragimow, einer Niederlage gegen Choi Gyu-jin, Südkorea, einem Sieg über Elgin Elwais, Palau und einer Niederlage gegen Peter Modos |
| 2011 | 3.    | „Vehbe-Emre“-Memorial in Istanbul | Bantam         | hinter Ayhan Karakus, Türkei und Eldanis Asisli, Aserbaidschan                                                                                                |
| 2012 | 3.    | Golden-Grand-Prix in Istanbul     | Bantam         | hinter Mingijan Semjonow und Iwan Tatarinow, beide Russland                                                                                                   |
| 2012 | 1.    | EM in Belgrad                     | Bantam         | vor Peter Modos, Alexandar Kostadinow und Fatih Ucuncu, Türkei                                                                                                |
| 2012 | 4.    | Welt-Cup in Saransk               | Bantam         | hinter Lee Jung-baek, Südkorea, Hamid Soryan Reihanpour, Iran und Mach Scharbolow, Kasachstan                                                                 |

## Erläuterungen
- alle Wettbewerbe im griechisch-römischen Stil
- WM = Weltmeisterschaft, EM = Europameisterschaft
- Gewichtsklassen: Bantam bis 55 kg Körpergewicht